# 陳褎
陳褎（1488年—1551年），字邦進，號骝山，福建福寧州寧德縣人，明朝官员。

## 生平
治《礼记》，行六，由國子生中式癸酉科（1513年）福建鄉試第三十七名舉人，年三十六歲中式嘉靖二年（1523年）癸未科會試第二十五名，第二甲第五十七名進士。三年正月选授雲南道监察御史，弹劾侍郎胡瓒提督大同逗遛，疏立献庙，疏吏部尚书廖紀私阁臣所亲，因乞终养。家居十余年，起复原职，巡按江西。夏言为首辅，欲毁坏民居以扩充苑囿，陈褎写书信以讽之，云费鹅湖之变几至灭族，相公方缔欢鱼水，当造福子孙。霍韬叹曰真御史也。左迁韶州府推官，复谪为泗州判官。久之，升为慈溪县知县，毁淫祠，改以祠呉相阚泽、唐相房琯之有功德于慈溪者。嘉靖二十二年（1543年），升任直隶松江府同知。二十三年升广西兵备佥事，整饬左江兵备，有平獞贼功，寻致仕。三十年八月十五日卒。

## 著作
著《礼记正蒙》、《骝山集》行世。

## 家族
曾祖陳畊。祖父陳和，學正，贈刑部郎中。父陳宇。母鄭氏。具庆下。兄文、方、卞（典膳）、陳褒（甲戌進士）、雍（监生）、弟衮、充、言。